# Dictyna sinaloa
Dictyna sinaloa är en spindelart som beskrevs av Willis J. Gertsch och Louie Irby Davis 1942. Dictyna sinaloa ingår i släktet Dictyna och familjen kardarspindlar. Inga underarter finns listade i Catalogue of Life.